# Georg von Haaren
Georg von Haaren (ur. 1906, zm. ?) – zbrodniarz nazistowski, członek załogi niemieckiego obozu koncentracyjnego Dachau  i SS-Rottenführer.

## Życiorys
Z zawodu szewc. Od 1 października 1944 do 15 kwietnia 1945 pełnił służbę w obozie głównym Dachau jako strażnik. Brał również udział w ewakuacji obozu. W procesie załogi Dachau (US vs. Gottlob Beck i inni), który miał miejsce w dniach 27–30 grudnia 1946 przed amerykańskim Trybunałem Wojskowym w Dachau skazany został na 2,5 roku pozbawienia wolności.